# Česká Falc
Česká Falc (německy Böhmische Oberpfalz), tj. Česká Horní Falc, od 19. století zvaná též Nové Čechy (něm. Neuböhmen) je historické území na severovýchodě Bavorska, za Karla IV. krátkodobě česká korunní země. Česká Falc zaujímala větší část Horní Falce a její území vybíhalo až k Norimberku.

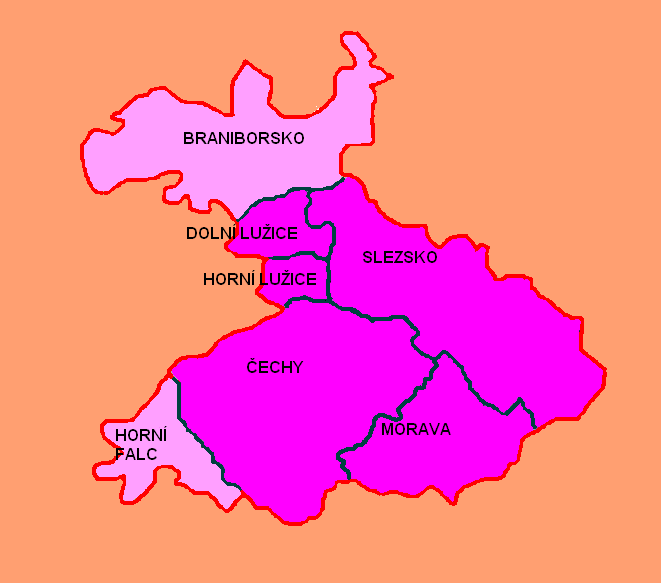
Horní Falc a Braniborsko v rámci České koruny

Jádrem území bylo 24 panství, jež v roce 1353 získal Karel IV. od rýnského falckraběte Ruprechta v náhradu za jeho dluhy. K nim Karel připojil další území a celek roku 1355 zvláštní listinou inkorporoval do Českého království.
Centrum tohoto celku bylo ve městě Sulzbach na hradě Rosenbergu. V čele země stál hejtman jmenovaný většinou z řad české šlechty. Karel podporoval oblast intenzivně prostřednictvím daňových úlev pro řemeslníky a obchodníky, stejně jako další privilegia pro osídlení a trhy. Na cestě mezi Prahou a Norimberkem nechal také vybudovat Hrad Lauf, v jeho erbovním sále se dochovalo 112 znaků a erbů z území České koruny.
V roce 1373 postoupil Karel rozsáhlé nemovitosti zpět Wittelsbachům výměnou za Braniborské markrabství a 200 tisíc zlatých. O zbytek přišel Václav IV. roku 1401. Některá místa však uznávala českého krále až do 19. století.

## Největší města

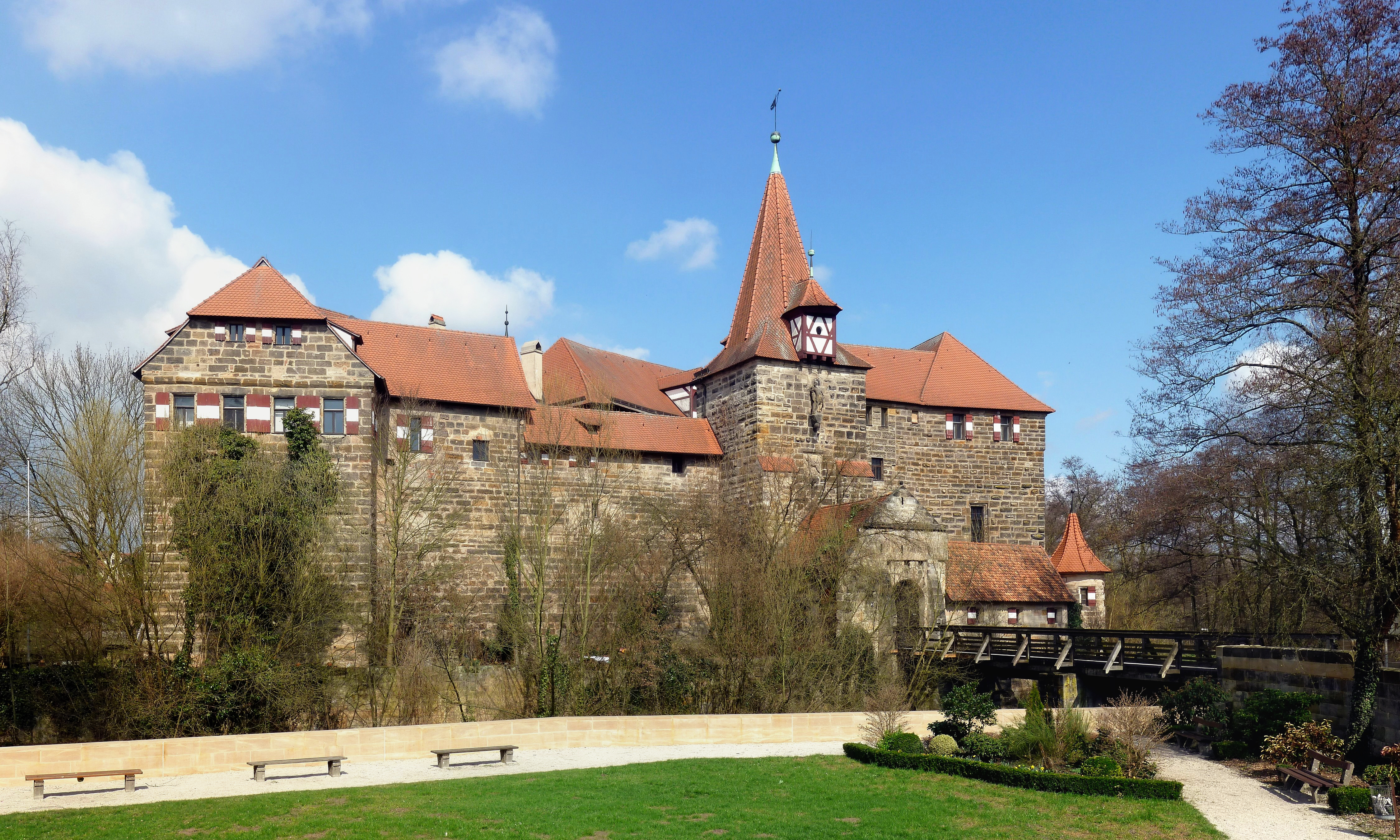
Hrad Lauf

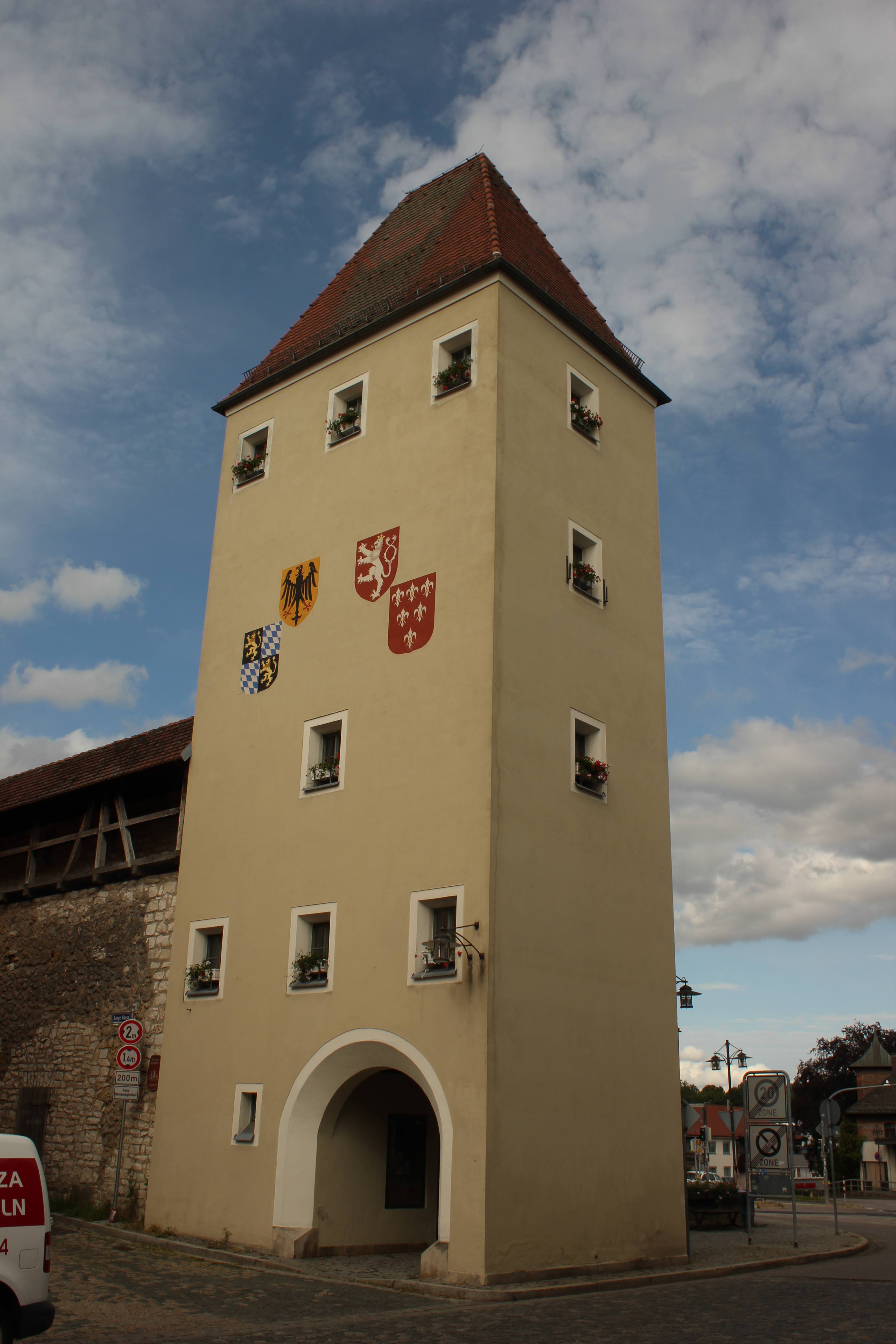
Český lev na bráně ve městě Sulzbach-Rosenberg

|    | Město                   | Populace (2014) | Vládní obvod   |
| -- | ----------------------- | --------------- | -------------- |
| 1. | Erlangen                | 106 423         | Střední Franky |
| 2. | Weiden in der Oberpfalz | 41 817          | Horní Falc     |
| 3. | Lauf an der Pegnitz     | 26 122          | Střední Franky |
| 4. | Sulzbach-Rosenberg      | 19 380          | Horní Falc     |
| 5. | Pegnitz                 | 13 346          | Horní Franky   |